# Datura metel
La tromba del diavolo o noce metella (Datura metel L.) è una pianta a fiore appartenente alla famiglia delle Solanacee.

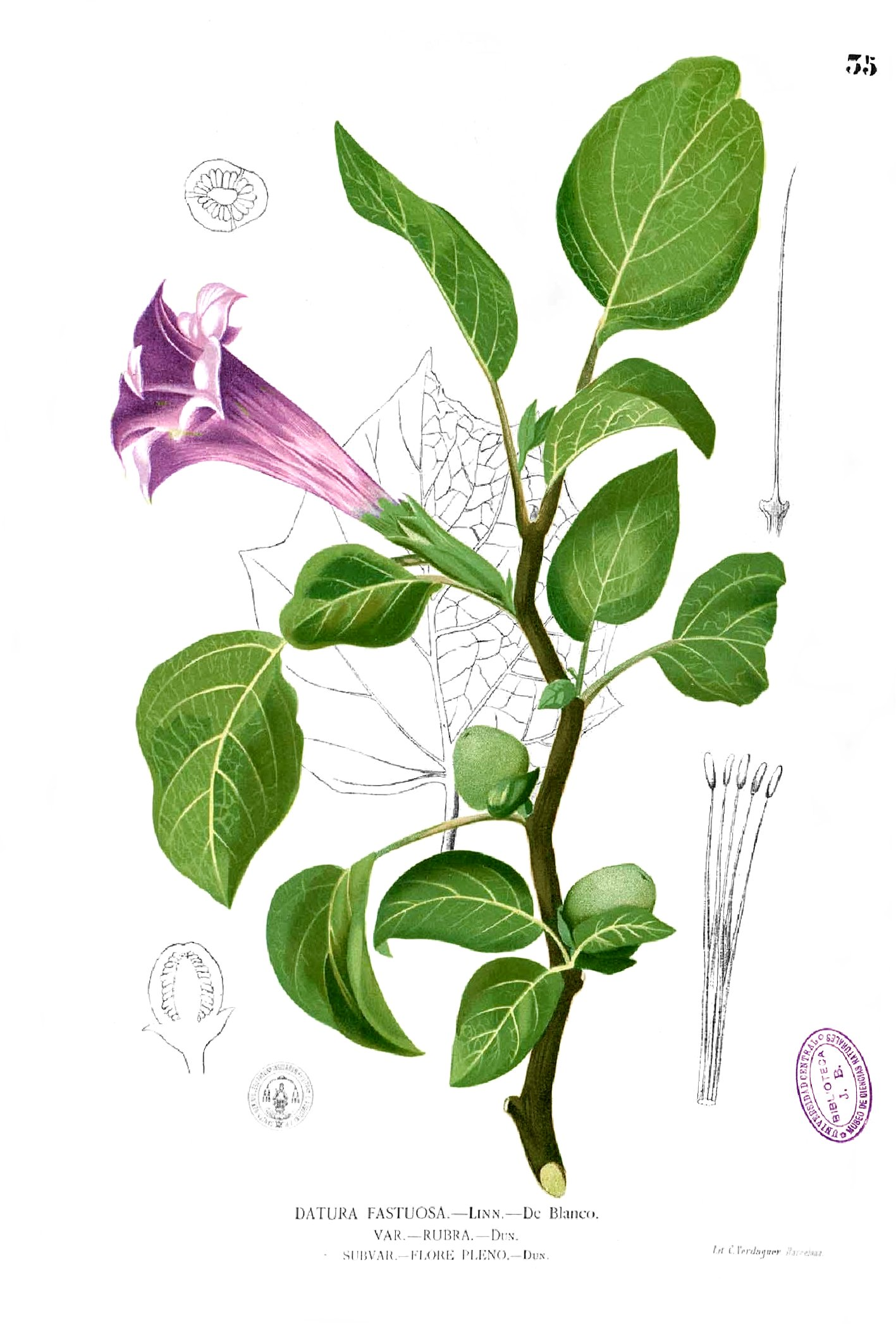
Datura metel var. fastuosa

Come altre specie del genere Datura (Datura stramonium, Datura inoxia etc.) è una pianta altamente velenosa a causa dell'elevata concentrazione di potenti alcaloidi tropanici, presenti in tutti i distretti della pianta e principalmente nei semi.

## Descrizione
Originaria della Cina, detta la tromba del diavolo a causa della sua foggia e della sua alta tossicità, erbacea perenne dalle radici carnose, il fusto raggiunge i 2 m, con grandi foglie di colore grigio-verde, i fiori semplici profumati, a forma di tromba, con corolla a 10 lobi di colore bianco a volte sfumato viola, o in alcune varietà a fiore doppio di colore viola o porpora scuro, con l'interno candido.